# 吳綱 (弘治進士)
吳綱（1450年—？），字宏舉，福建邵武府建寧縣人，民籍，明朝政治人物。

## 生平
成化十九年（1483年）癸卯科福建鄉試第十二名舉人。弘治三年（1490年）中式庚戌科會試第二百四十九名，二甲第二十二名進士。擔任工部主事。

## 家族
曾祖吳必昌；祖父吳文通；父吳孟禎，母袁氏；繼母徐氏。具慶下。